# Räumliche Distanzierung

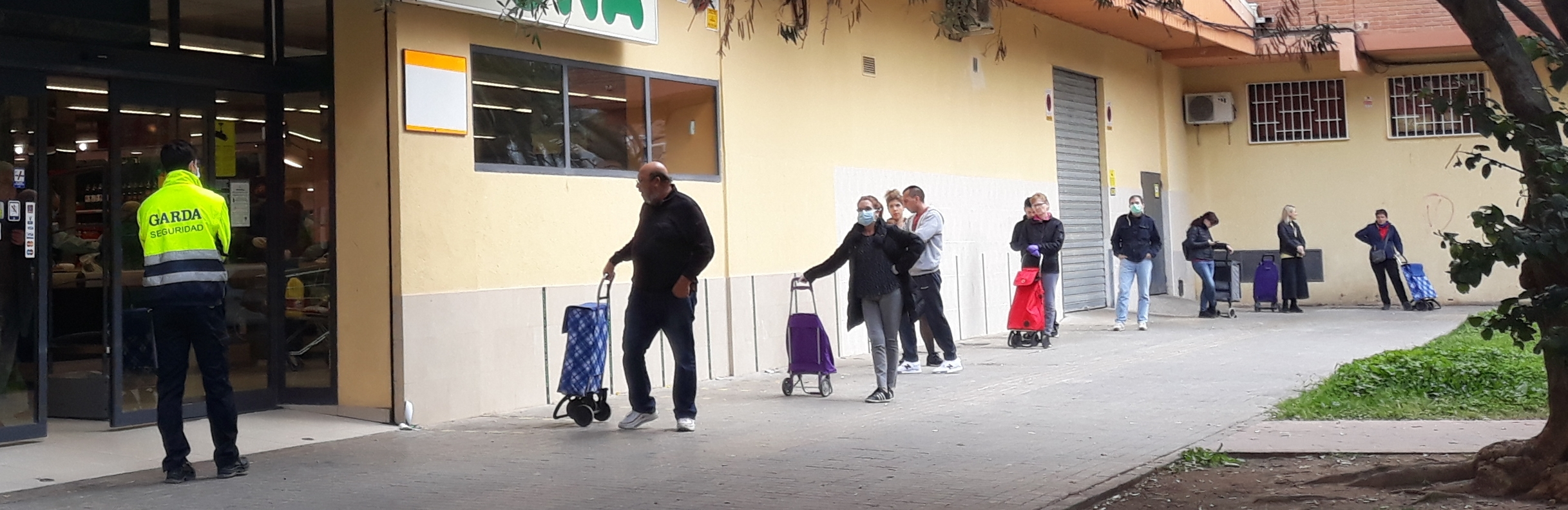
Distanziert in einer Schlange stehende Menschen in Spanien (2020)

Die räumliche Distanzierung, auch räumliche Trennung oder physische Distanzierung (englisch: physical distancing; auch wird der  Begriff social distancing verwendet), beinhaltet eine Reihe von nicht-pharmazeutischen Maßnahmen zur Infektionskontrolle, die die Ausbreitung einer ansteckenden Krankheit stoppen oder verlangsamen sollen. Die Maßnahmen bezwecken, den Kontakt zwischen Menschen zu verringern und durch den Sicherheitsabstand die Anzahl von Infektionen, etwa durch Tröpfcheninfektionen, zu verringern.

Alternativen zur Verflachung der Epidemiekurve.

Diese Grafik verdeutlicht, wie bereits der unterbliebene Kontakt mit einer einzigen infizierten Person durch die exponentielle Ausbreitung von Krankheiten dutzende Ausbrüche verhindern kann.

Der auch in deutschsprachigen Medien verwendete englische Begriff social distancing beziehungsweise das wörtlich ins Deutsche übersetzte „soziale Distanzierung“ (Soziale Distanz) sind missverständlich, da dies impliziert, dass Personen gesellschaftlichen Abstand zueinander halten sollen. Es geht aber nicht um eine soziale Isolation der Individuen, sondern um die räumliche Distanzierung von (möglicherweise) infizierten zu nicht infizierten Personen.

## Mathematische Theorie
Die mathematische Grundlage, die zur Empfehlung räumlicher Distanzierung führt, ist die Basisreproduktionszahl {\displaystyle R_{0}}. Diese stellt die durchschnittliche Zahl der von einer Person infizierten weiteren Personen dar und ist für jeden Infektionstyp unterschiedlich – bei HIV ist sie zum Beispiel viel kleiner als bei COVID-19. Auch unterscheidet die Zahl u. a. nicht zwischen Kranken und Gesunden, sondern geht von einer einheitlich infektionsanfälligen Bevölkerung aus. Mit einem mathematischen Modell kann man nun berechnen, welchen Effekt räumliche Distanzierung für den jeweiligen Infektionstypus hat.
In der nachstehenden Formel ist {\displaystyle f} der Anteil derer, die sich an die Abstandsregel halten, {\displaystyle a} bezeichnet den Bruchteil der zwischenmenschlichen Kontakte gegenüber dem Normalfall und {\displaystyle R} liefert die so beeinflusste Reproduktionszahl.
{\displaystyle R=\left(1-(1-a^{2})\cdot f\right)\cdot R_{0}}
Beispiel: Wenn jeder Vierte ({\displaystyle f} = 25 % = 0,25) seine sozialen Kontakte auf die Hälfte ({\displaystyle a} = 50 % = 0,5) einschränkt, dann sinkt die Übertragungsrate von ursprünglichen 100 % auf 81 %. Diese gering wirkende Reduktion hat bei Folgeinfektionen erhebliche Auswirkungen auf die Ausbreitungsgeschwindigkeit der Infektion.

## Zweck und Funktionsweise

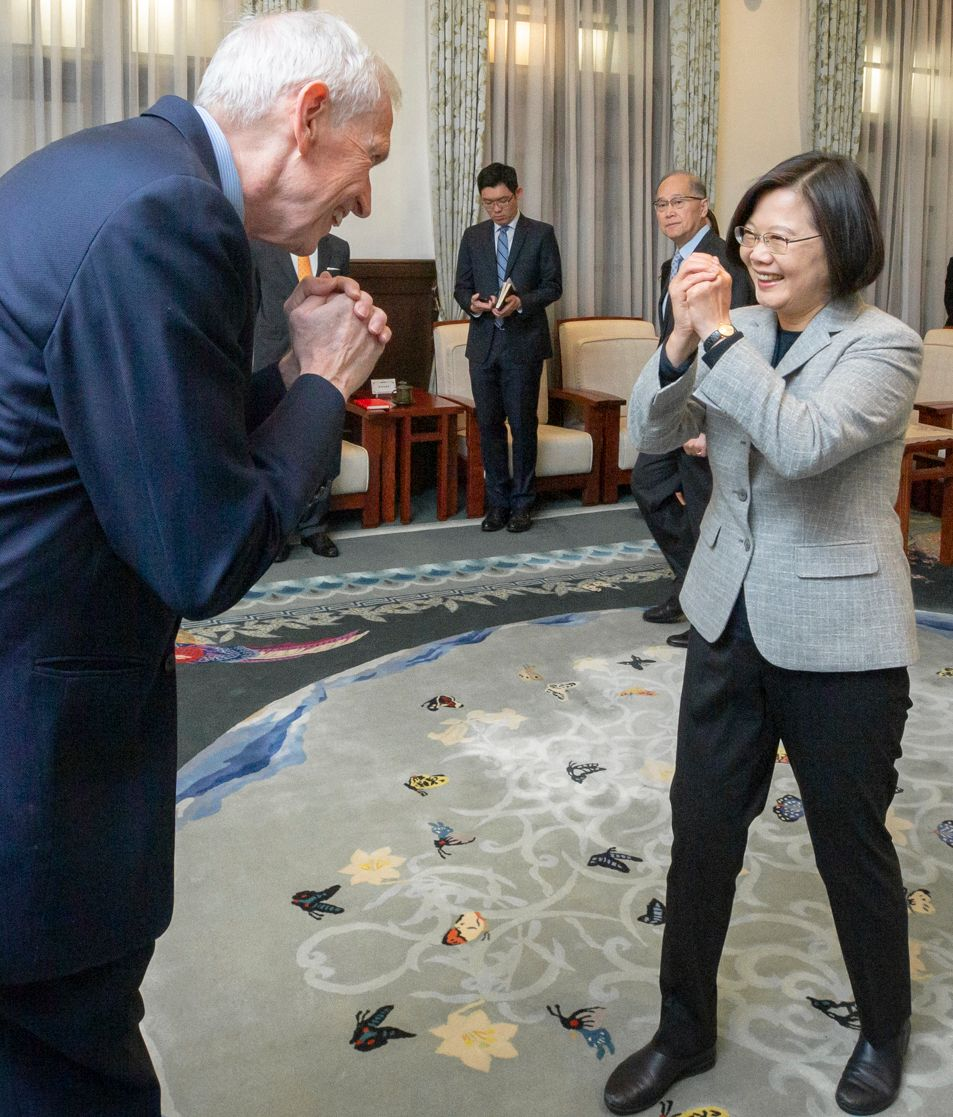
Alternative Formen der Begrüßung ohne Körperkontakt in der Praxis (hier: die traditionelle Begrüßungsform in Taiwan)

Das Ziel von räumlicher Trennung ist es, die Wahrscheinlichkeit eines Kontakts zwischen Personen, die eine Infektion tragen, und anderen, die nicht infiziert sind, zu verringern, um die Krankheitsübertragung, die Morbidität und letztlich die Mortalität zu minimieren.
Sie wird im Alltag insbesondere durch physisches Abstandhalten und Vermeidung körperlicher Kontakte (mindestens 2 Meter Abstand, kein Händeschütteln, Küssen etc.) und wenig sprechen betrieben. Um das Risiko einer – auch indirekten – Interaktion mit potenziell infizierten Personen und dadurch die Gefahr einer Ansteckung zu minimieren, ist jedoch die dauerhafte räumliche Isolation das effektivste Mittel. Diese kann bei Berufstätigen etwa in Form von Teleheimarbeit (Home Office) umgesetzt werden. Als extremer Grad der räumlichen Distanzierung gilt die Quarantäne.
Räumliche Distanzierung hat einen Einfluss auf Infektionen, die per Tröpfcheninfektion (z. B. durch Husten, Niesen oder Sprechen), durch direkten Körperkontakt, per Schmierinfektion (z. B. durch Berührung einer mit Viren oder anderen Mikroorganismen kontaminierten Oberfläche) oder durch die Luft über Aerosole übertragen werden. Bei Epidemien bzw. Pandemien mit den genannten Übertragungswegen wird für unvermeidliche Aufenthalte an Orten, an denen sich andere Menschen befinden, das Tragen eines medizinischen Mund-Nasen-Schutzes oder einer Alltagsmaske empfohlen.

## Historisches
Einer der frühesten Hinweise auf räumliche Distanzierung stammt aus dem siebten Jahrhundert v. Chr. im Buch Levitikus, 13,46: „Und der Aussätzige, in dem die Pest ist […] er wird allein wohnen; [außerhalb] des Lagers wird seine Wohnung sein.“
Historisch gesehen wurden Leprakolonien und isolierte Lazarette eingerichtet, um die Verbreitung von ansteckenden Krankheiten durch räumliche Distanzierung zu erschweren. Um die schwer erkrankten Personen von der übrigen Bevölkerung räumlich zu trennen, errichtete man etwa die „Siechenhäuser“ wie Leprosenhäuser oder Pesthäuser weit außerhalb der Städte. Als man in der modernen Medizin die Übertragungswege verstand und für einige Infektionskrankheiten wirksame Behandlungen zur Verfügung gestellt wurden, konnte man die physische Isolierung durch neue Maßnahmen wie die Einrichtung von Isolierzimmern gewährleisten.

## COVID-19-Pandemie

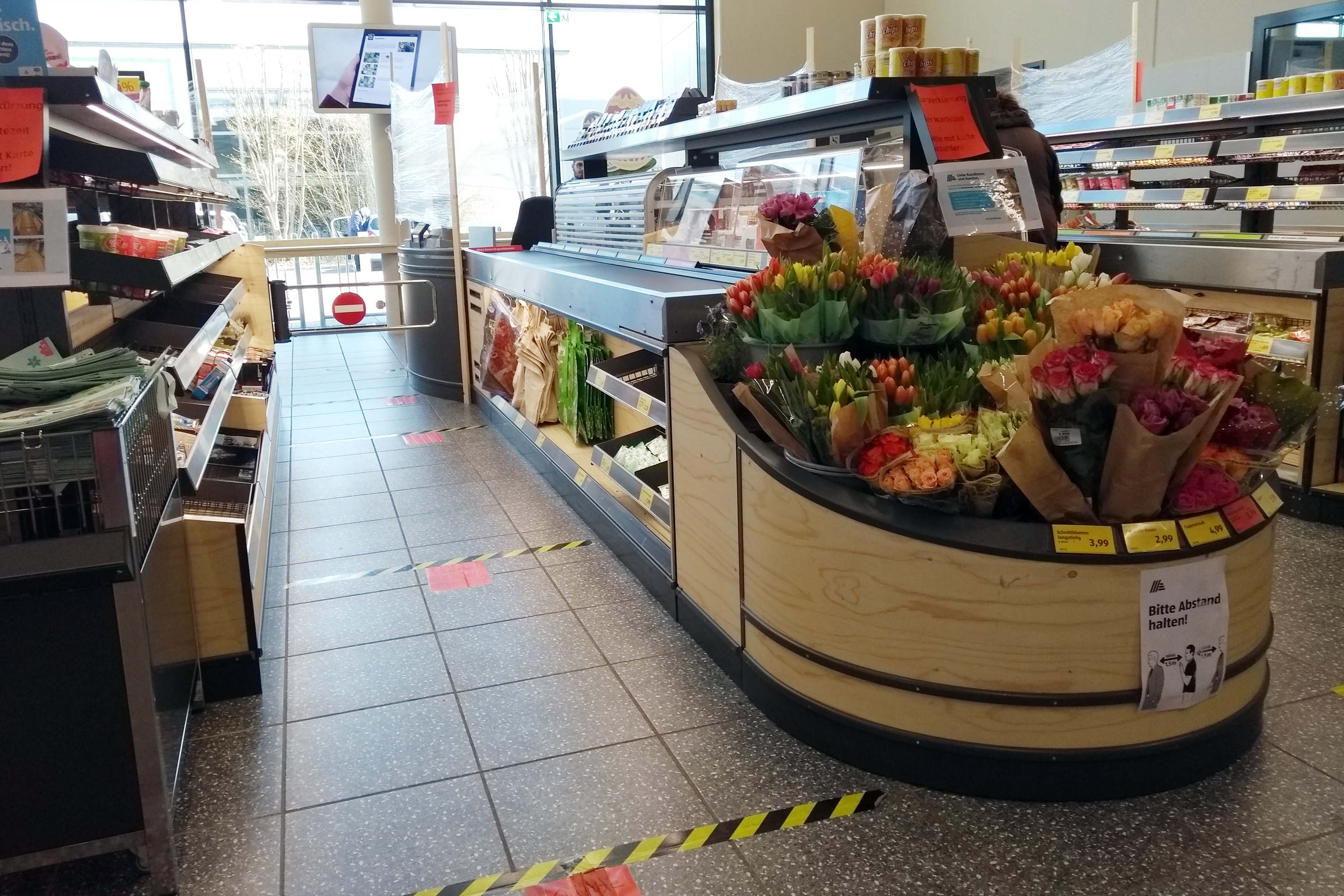
Hinweisschilder und Markierungen für räumliche Distanz bei einem Discounter Mitte März 2020

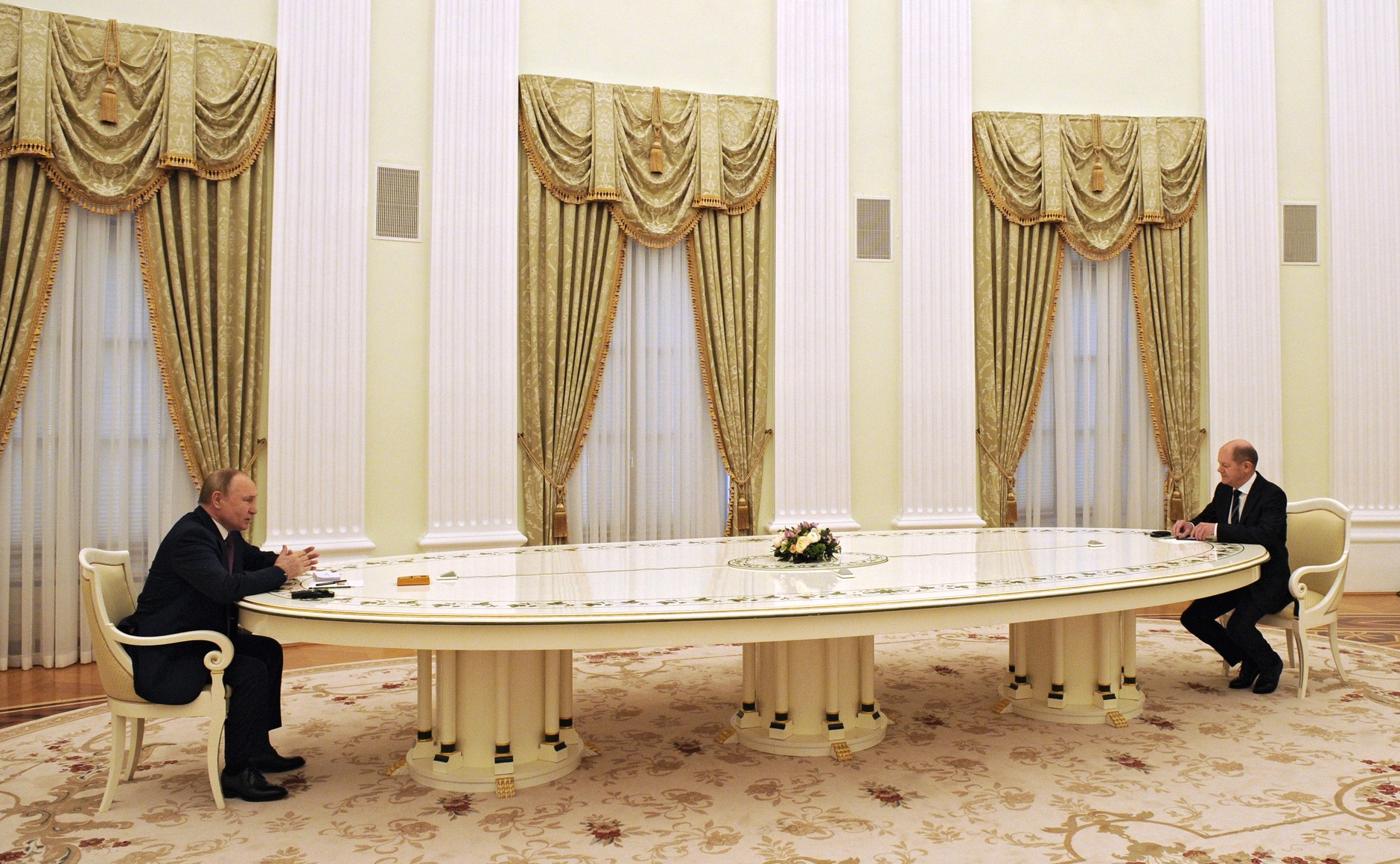
Der russische Präsident Wladimir Putin und Bundeskanzler Olaf Scholz im Kreml an einem sechs Meter langen Tisch zur Vermeidung von Infektionen (Februar 2022)

Im Zuge des Beginns der COVID-19-Pandemie im Frühjahr 2020 verbreitete sich der Aufruf Flatten the curve! (englisch für: „die Kurve abflachen!“); er lehnt sich an die grafische Darstellung des Epidemieverlaufes an und steht für das Ziel, mittels räumlicher Distanzierung, meistens Abstandhalten genannt, die Ausbreitungsgeschwindigkeit der Epidemie in einem bestimmten Gebiet (Land, Staat, Region) zu verlangsamen. Bildlich gesprochen soll dabei die Zahl der Infizierten über einen größeren Zeitraum gestreckt werden, so dass die Zahl der behandlungspflichtigen Infizierten nicht die Kapazität der Krankenhäuser in diesem Gebiet übersteigt. Diese Kapazität ist einerseits durch die Verfügbarkeit von Betten und Fachpersonal, andererseits – wie hier bei Lungenentzündungen – vor allem durch die Anzahl der Intensivstationen mit Beatmungsgeräten beschränkt. Um die Wichtigkeit der räumlichen Distanzierung zur Kontrolle der COVID-19-Pandemie hervorzuheben, und dies auch im Bewusstsein der Bevölkerung zu verankern, startete das deutsche Bundesministerium für Gesundheit die Kampagne #WirBleibenZuhause, welche auf große Resonanz in Medien, sozialen Medien und bei Prominenten stieß. Nach einer repräsentativen Umfrage hatten die Deutschen Ende März, bereits vor dem politisch angeordneten Kontaktverbot, ihre physischen sozialen Kontakte auf durchschnittlich etwa ein Viertel des Niveaus vor der Pandemie reduziert. Rund zur Hälfte taten Befragte dies aus Selbstschutz, zu 30 Prozent um Freunde und Familie sowie zu 18 Prozent um andere zu schützen. Eine volkswirtschaftlich optimale Regulierung der Ausbreitung des Virus für Deutschland würde über diese freiwilligen Kontaktbeschränkung hinaus Kontakte deutlich weiter reduzieren, um das Infektionsgeschehen auf ein niedriges Niveau zu drücken und anschließend auf diesem Niveau, bei wieder deutlich mehr Kontakten, zu stabilisieren.